# Alchemilla rutenbergii
Alchemilla rutenbergii é uma espécie de rosácea do gênero Alchemilla, pertencente à família Rosaceae.